# Andrena hirsutula
Andrena hirsutula is een vliesvleugelig insect uit de familie Andrenidae. De wetenschappelijke naam van de soort is voor het eerst geldig gepubliceerd in 1936 door Cockerell.